# Leptarthrus brevirostris
Leptarthrus brevirostris är en tvåvingeart som först beskrevs av Johann Wilhelm Meigen 1804.  Leptarthrus brevirostris ingår i släktet Leptarthrus och familjen rovflugor. Arten är reproducerande i Sverige. Inga underarter finns listade i Catalogue of Life.

## Bildgalleri

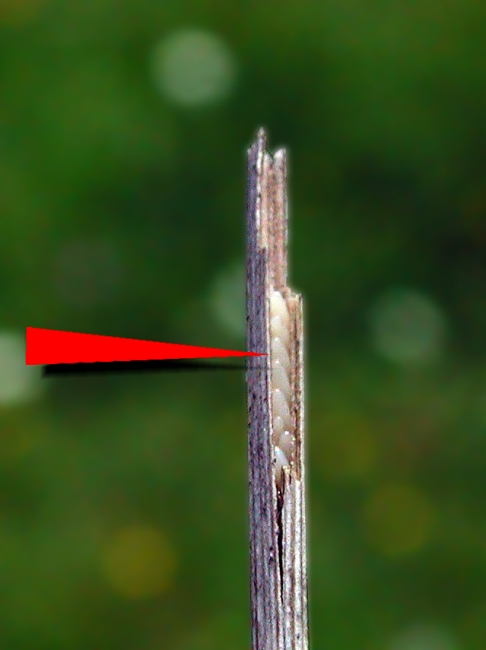
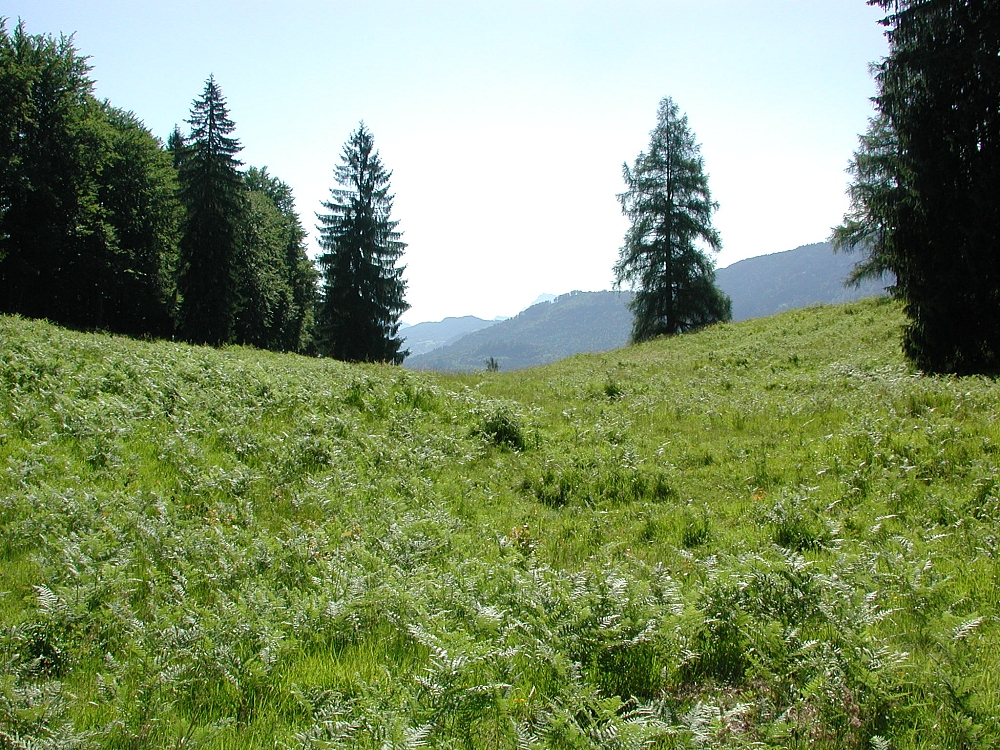
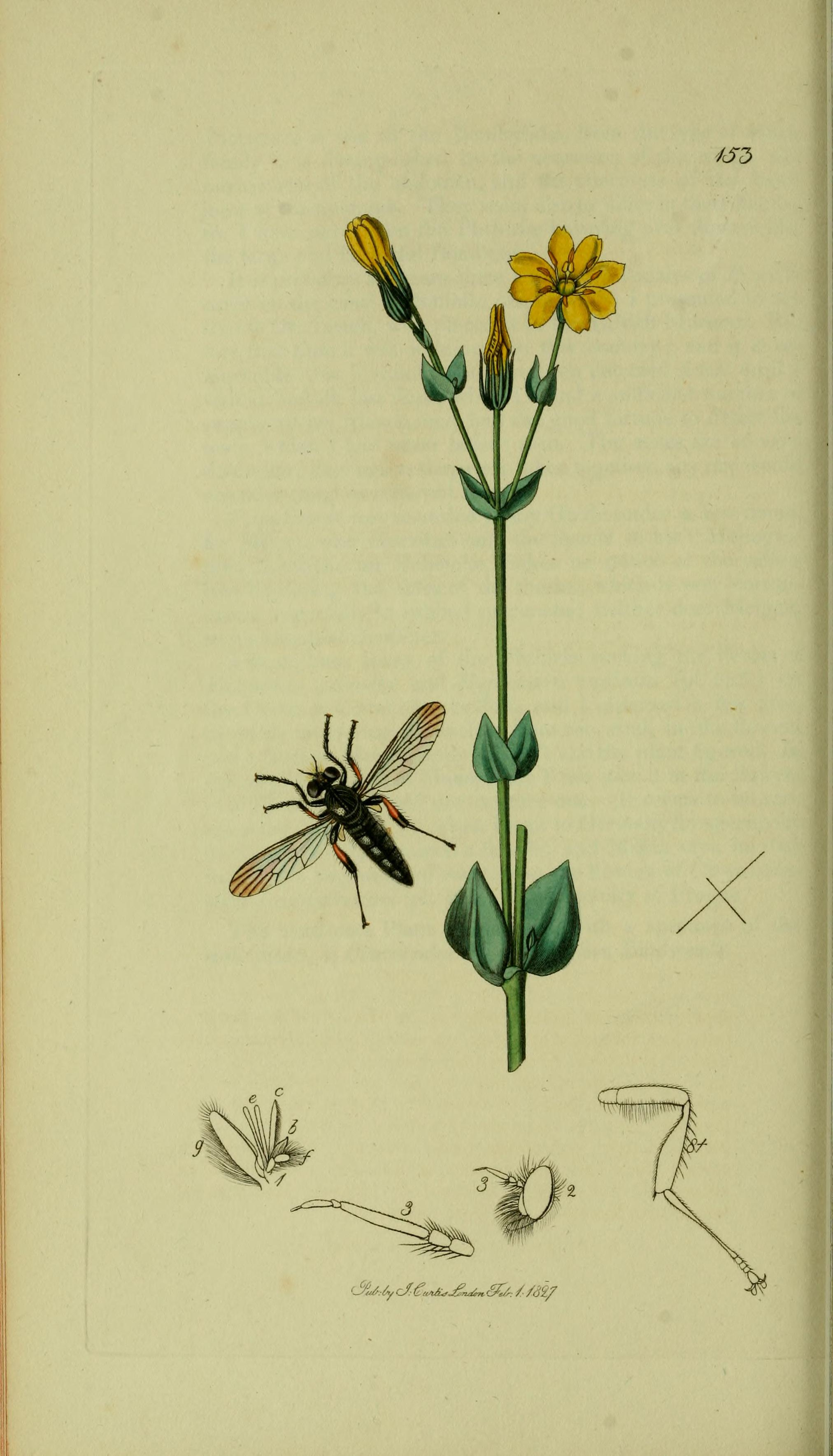